# 星希成奏
星希成奏（1999年10月11日—）是日本的女性歌手、聲優，福岡縣出身。隸屬於Sony Music Artists。

## 人物
2017年5月參加「A應P」候補生的甄選，並以候補生團體「A應P ZERO」一員的身分進行演藝活動。
2018年3月成為「A應P」的正式成員。主色為藍色。
2019年10月14日因声带结节切除手术暂停活动一段时间，后于同年11月9日回归。
2022年9月30日，确诊急性淋巴性白血病，需要入院治疗，治疗期间暂停工作业务。，2023年1月3日宣布治疗结束，正逐步恢复工作。

## 演出作品
※粗體字為主要角色。

### 電視動畫
2022年
- 孤獨搖滾！（文化祭實行委員）

### 遊戲
2018年
- WAR OF BRAINS Re:Boot（薩悠納奇、波羅）

2019年
- Brown Dust 棕色塵埃（莎爾比亞[10]）
- 偶像大師 灰姑娘女孩（夢見璃亞夢[11]）
- 偶像大師 灰姑娘女孩 星光舞台（夢見璃亞夢[12]）

2023年
- 無期迷途（妮诺）

### 舞台
- 爆走大人小學生 第五回特別課程（2018年10月17日－21日，新宿村LIVE） - 飾演 佩涅洛琵[13]
- 爆走大人小學生 第十回全校集會《初等教育皇室》（2019年5月29日－6月2日，全勞濟會館Space Zero）- 飾演 伊藤[14]

### 其他
- 溫泉女孩（2018年，山代八咫[15]）

## 音樂CD

### 角色歌
| 發售日        | 商品名稱  | 演唱名義             | 歌曲 | 備註                                      |
| ------------- | --------- | -------------------- | ---- | ----------------------------------------- |
| 2019年7月17日 | SELECTION | 山代八咫（星希成奏） | 「」 | 遊戲《溫泉女孩 湯之花Collection》相關歌曲 |

## 外部連結
- 事務所官方簡歷 （页面存档备份，存于）（日語）
- 星希成奏的X（前Twitter）（日語）
- A應P官方網站[]（日語）